# Libertas (tidskrift)
Libertas är Socialdemokratiska studentförbundets (S-studenters) tidskrift för idéutveckling och idédebatt. Det första publicerade numret av Libertas kom ut februari 1941. Den utkommer ut med en antologi per år till alla medlemmar i S-studenter men det är även möjligt att införskaffa antologin utan att vara medlem. Sedan 2008 publiceras även artiklar av Libertas online på internet.
Fram till 2008 utsågs Libertas redaktör av S-studenters styrelse. Sedan S-studenters kongress 2008 väljs redaktionen för Libertas av kongressen. Första valda redaktör blev således Hanna Linnea Hellström från Stockholmsklubben (SSK). Nuvarande redaktör är Jimmy Nyman (Mitt), vald vid kongressen 2023.

## Redaktörer i urval
- K.-E. Cruse (1941)
- Per Eckerberg (1944–1946)
- Hemming Sten (1947–1950)
- Kjell-Olof Feldt, Laboremus (1958–1962)
- Enn Kokk (1962–1963)
- Magnus Wennerhag (1996–1999)
- Erika Ullberg, Sapere Aude
- Torbjörn Hållö, GSHF (2005–2006)
- Linda Larsson (2006–2007)
- Kalle Holmqvist (2007–2008)
- Hanna Linnea Hellström, SSK (2008–2010)
- Johanna Pettersson (2010–2011)
- Josefin Hägglund (2011–2012)
- Elinor Odeberg (2012–2014)
- Madeleine Bengtsson (2014–2016)
- Ludvig Israel Fahlvik (2016–2018)
- Håkan Bernhardsson, GSHF (2018–2019)
- Simon Andersson (2019–2020)
- Moa Wikén, Laboremus (2020-2021)
- Sofia Hvittfledt, GSHF (2021-2022)
- Chadi Toprak, SSK (2022-2023)
- Jimmy Nyman, Mitt (2023-)

## Libertas antologi
Sedan 2013 har Libertas, genom S-studenter, givit ut monografiserien "Libertas antologi":
1. Censur. Stockholm: Socialdemokratiska studentförbundet. 2013. Libris 15418355
2. Fritidslinjen. Stockholm: Libertas. 2014. Libris 16738655
3. Provisoriska utopier. Stockholm: Libertas. 2015. Libris 17219629
4. Vägen framåt. Stockholm: Libertas. 2015. Libris 19335021
5. Den fattiga människan. Stockholm: Socialdemokratiska studentförbundet. 2015. Libris 19304572
6. En lite mer planerad ekonomi. Stockholm: Socialdemokratiska studentförbundet. 2016. Libris 20886126
7. Världen är vår. Stockholm: Socialdemokratiska studentförbundet. 2016. Libris 20886121
8. Bröd och rosor. Stockholm: Socialdemokratiska studentförbundet. 2017. Libris 22307601
9. Vrede. Stockholm: Socialdemokratiska studentförbundet. 2017. Libris 22524219
10. Kultur. Stockholm: Socialdemokratiska studentförbundet. 2018. Libris w6qmmpndt575mkms
11. Ilska & hopp. Stockholm: Socialdemokratiska studentförbundet. 2018. Libris 6g3lkpz14k71bszg. ISBN 978-91-6399-825-6
12. Parlamentarism. Stockholm: Socialdemokratiska studentförbundet. 2019. Libris 1c7rshzsz5qw57mp. ISBN 978-91-6399-826-3
13. Organisation. Stockholm: Tidskriften Libertas. 2021. Scandbook AB. ISBN 978-91-519-7627-3